# Джак Руби
Джейкъб Лион Рубенщайн (на английски: Jacob Leon Rubenstein), сменил името си на Джак Руби през 1947 г., е човекът, който убива Лий Харви Осуалд.
Последният е обвинен в убийството на президента на САЩ Джон Кенеди, станало само 2 дни преди това. Руби е осъден за убийството на Осуалд на 14 март 1964 г., присъдата е смъртно наказание, която той обжалва. Докато чака назначаването на ново дело и преразглеждане, Джак Руби се разболява от рак на дробовете и умира в затвора на 3 януари 1967 г.
Руби е свързан с организираната престъпност. Някои твърдят, че е част от заговора за убийството на президента Кенеди. Други твърдят, че връзките му с гангстерите са само повърхностни и минимални и че не е възможно да е бил част от конспирацията.